# ريتشارد فليتشير (لاعب دوري الرغبي)
ريتشارد فليتشير (بالإنجليزية: Richard Fletcher)‏ هو لاعب دوري الرغبي أسترالي، ولد في 17 مايو 1981 في كينغستون أبون هال في المملكة المتحدة.